# Hamra, Ärla socken
Hamra är kyrkbyn i Ärla socken, Eskilstuna kommun.
Hamra omtalas i skriftliga handlingar första gången 1331. Av byn finns idag endast kvar byggnader till två gårdar som slagit samman. På den västra gården finns en timrad parbod bevarad, och vid den östra gården som tidigare varit gästgiveri och skjutsstation finns förutom huvudbyggnaden från 1876 en statarbyggnad, en timrad visthusbod och en stor ladugård. Öster om gården vid vägen står ett rödfärgat magasin. I samband med laga skifte flyttade en av byns gårdar till en tomt söder om kyrkan, där finns en äldre huvudbyggnad med likaledes gamla flyglar, bland ekonomibyggnaderna ett magasin och ett lider. En skola uppfördes i Hamra 1875. På 1890-talet uppfördes även Ärlas första ålderdomshem här, och 1925 kommunalkontoret för Ärla landskommun.